# Troupe de protection de l'Afrique orientale

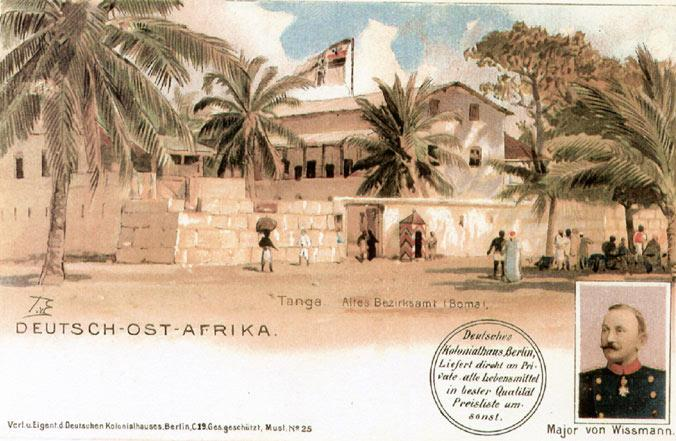
Carte postale de 1914 représentant Tanga et en médaillon Hermann von Wissmann

La troupe impériale de protection de l'Afrique orientale (en allemand : Kaiserliche Schutztruppe für Deutsch-Ostafrika) était la force terrestre de défense de l'Afrique orientale allemande à l'époque de la colonisation allemande. Elle a été créée en 1891 à partir des troupes du commissaire impérial Hermann von Wissmann.

## Historique

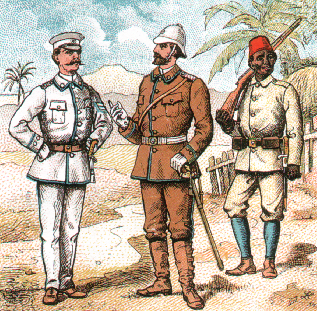
Membres de la troupe de protection d'Afrique orientale

### Les débuts
Hermann von Wissmann fonde une troupe de mercenaires en 1889, afin de briser la révolte d'Abushiri contre la compagnie de l'Afrique orientale allemande. Il reçoit la mission du gouvernement allemand d'envoyer ses soixante-et-un officiers et sous-officiers allemands vers Zanzibar et enrôle six-cents soldats soudanais venus pour la plupart de l'armée anglo-égyptienne. Ils apportent avec eux la dénomination de leurs grades datant de l'époque ottomane, comme ombacha (soldat du rang), chaouch (sous-officier), betchaouch (sergent), et effendi (officier). Ils portent au début le fez. Par la suite ils reçoivent le nom d'Askaris ; célèbres pour leur bravoure, ils donnent leur nom à toutes les troupes de protection africaines dans les colonies allemandes d'Afrique. Un deuxième groupe de mercenaires est constitué par une centaine de Zoulous qui sont enrôlés par Hans von Ramsay (de) au sud de l'Afrique orientale portugaise. Le dernier groupe est constitué de quelques indigènes des côtes d'Afrique orientale qui avaient été employés par la compagnie d'Afrique orientale allemande. Wissmann attire aussi dans sa troupe des officiers indigènes de l'ancienne armée anglo-égyptienne, dont curieusement deux non-africains un Grec et un Arménien. Ils portent le grade d'effendi.

### L'organisation de la Schutztruppe

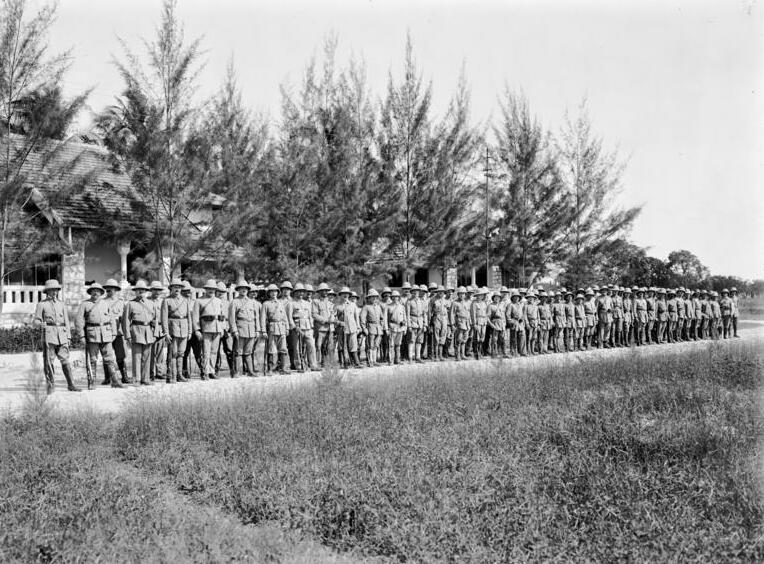
Photographie d'un contingent de volontaires allemands en 1914

La troupe de protection est instituée le 22 mars 1891 par une loi impériale et englobe au départ l'armée de Wissmann. Elle est d'abord soumise à l'autorité de la marine impériale, mais à partir de la loi de 1896, elle est soumise comme les autres troupes coloniales au Reichskolonialamt (bureau impérial des colonies).
Quelques unités sont transformées par la suite en troupe de police (Schutzpolizei) qui réfère directement à l'administration coloniale locale. Vers 1895, la police est formée séparément. La troupe de protection est formée au début de dix compagnies, représentant environ 1 600 hommes, dont 31 officiers allemands et 42 sous-officiers allemands. Il y a en plus 12 officiers et 50 sous-officiers « de couleur ». Cela représente donc un total d'environ 1 500 Askaris. Il faut aussi ajouter 60 officiers allemands dévolus aux tâches administratives ou au service sanitaire.

### Les opérations
La troupe est engagée à deux reprises dans des opérations qui ont pour but de briser la rébellion des Héhés entre 1891 et 1894 et la rébellion des Maï-Maïs en 1905-1907.
Le peuple des Héhés vit dans les plateaux autour d'Iringa et a étendu son influence dans les années 1860 alentour en refoulant celle des Zoulous et en occupant le terrain. Ils s'opposent aux tribus qui font acte de loyauté envers l'autorité coloniale. La route des caravanes de la côte vers Ujiji au bord du lac Tanganyika est donc mal assurée aux yeux du gouvernement colonial. Aussi le commandant de la troupe Emil von Zelewski (de) décide-t-il de se mettre en marche en juillet 1891 pour repousser les Héhés et il prend la route du sud-ouest. Il est à la tête d'un bataillon de trois compagnies comprenant 13 officiers, 320 Askaris et 170 porteurs, armés de fusils et de quelques mitrailleuses. Le bataillon arrive le 30 juillet au territoire des Héhés et chasse les premiers villages de leurs habitants en brûlant leurs cases.
Les Héhés répliquent en rassemblant 3 000 hommes autour de leur chef Mkwawa à Lugalo (village près d'Iringa) et attendent le passage du bataillon. L'attaque dure dix minutes le 18 août. les Héhés couverts de peintures de combat et armés de lances et de flèches parviennent à tuer Zelewski et un grand nombre d'Askaris. C'est le début d'une guerre du bush qui va durer trois ans.
Le commandant suivant, Friedrich von Schele, va pratiquer la politique de la terre brûlée, mais il met trois ans à pacifier les hauts plateaux.
La seconde opération intervient quinze ans plus tard et concerne le peuple des Maji-Maji, plus connu autrefois dans la presse française sous le nom de Maï-Maï. La rébellion commence dans le sud sous le gouvernorat du comte von Götzen et se poursuit en 1906 et au début de 1907 sous celui du baron von Rechenberg.

### La Première Guerre mondiale

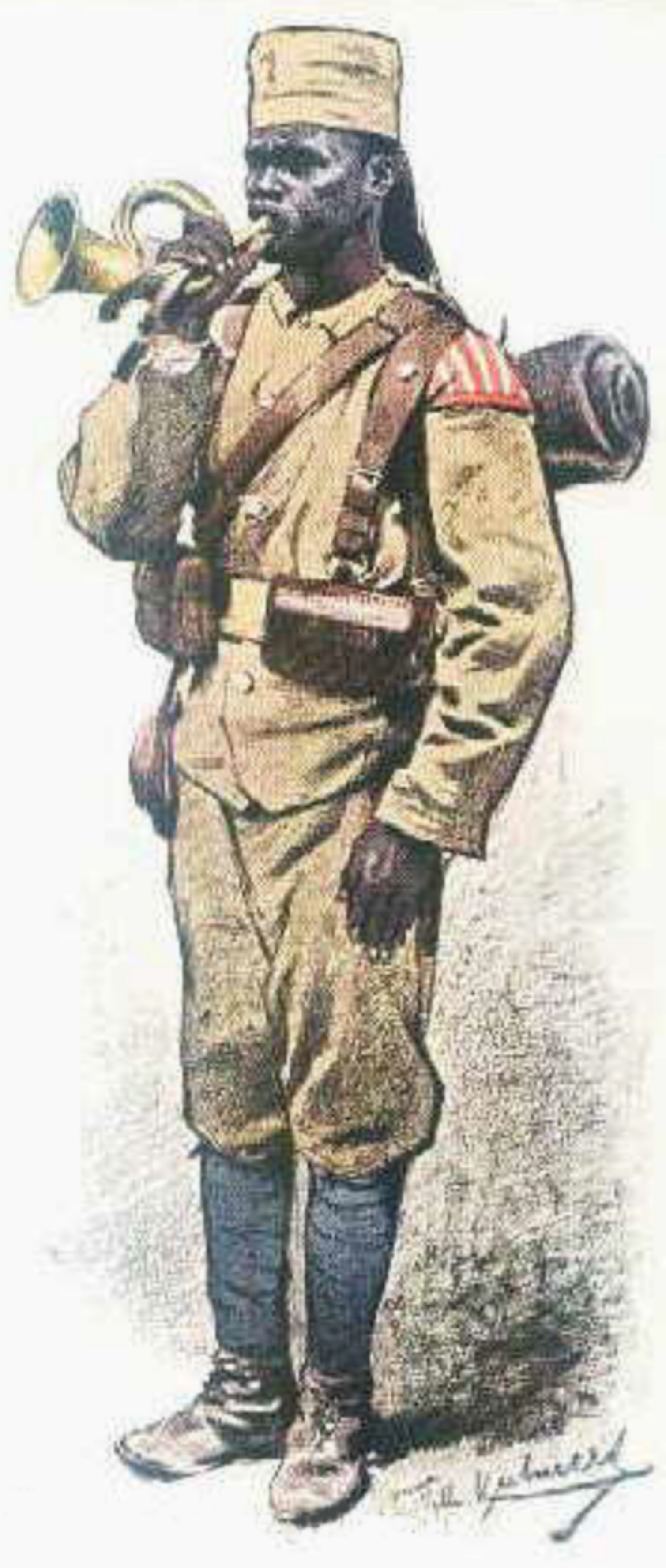
Trompette Askari

En 1914, la troupe comprend deux officiers d'état-major ; dix-sept capitaines; quarante-neuf Oberleutnants et lieutenants ; quarante-deux officiers des services sanitaires ; deux secrétaires d'intendance ; un maître-comptable assisté de huit sous-officiers ; quatre artilleurs ; huit armuriers ; soixante sous-officiers ; soixante-six sous-officiers des services sanitaires ; et 2 472 soldats africains.
La Schutztruppe est formée de quatorze compagnies réparties comme suit:
- Commandement de Dar es Salam
  - 1re compagnie à Arusha (nord)
  - 2e compagnie à Iringa et Ubena
  - 3e compagnie à Lindi (sud)
  - 4e compagnie à Kilimatinde et Singida (Tanganyika (protectorat) central)
  - 5e compagnie à Masoko
  - 6e compagnie à Ujiji et Kassulo (au bord du lac Tanganyika)
  - 7e compagnie à Bukoba, Usuwi et Kifumbiro (au bord du lac Victoria)
  - 8e compagnie à Tabora
  - 9e compagnie à Usumbura (dans l'actuel Burundi)
  - 10e compagnie à Dar es Salam
  - 11e compagnie à Kisenji et Ruhengeri (dans l'actuel Rwanda)
  - 12e compagnie à Mahenge (au sud des montagnes)
  - 13e compagnie à Kondoa-Irangi (entre Dodoma et Arusha)
  - 14e compagnie à Mwanza et Ikoma (au sud du lac Victoria)
  - En plus à Dar es Salam, un dépôt de recrutement, une intendance et un département de signalisation

Le commandement de la Schutztruppe  est sous la responsabilité du gouverneur, à l'époque Heinrich Schnee, qui rapporte au haut commandement des Schutztruppen à Berlin. Le commandement militaire est assuré par le commandant de la Schutztruppe qui est, depuis le 14 avril 1914, le lieutenant-colonel von Lettow-Vorbek.
Lorsque la guerre éclate, la troupe de protection est appuyée d'unités de police représentant 2 200 Askaris (et 60 Allemands). Des contingents de volontaires arrivent aussi d'Europe, ou de la colonie (en tant que colons ou fonctionnaires). Parmi eux se trouve le Generalmajor Kurt Wahle (de) qui a commandé dans l'armée royale saxonne et qui se trouve en séjour chez son fils. Il fera une campagne courageuse jusqu'au Congo belge. On trouve chez les volontaires, en plus des Allemands, quelques austro-hongrois et des Boers. Ils sont regroupés en unités séparées et accueillent parmi eux quelques Askaris pour les guider dans le bush.
La marine vient au secours de la colonie avec l'envoi du SMS Möwe (de) et le reste de l'équipage du SMS Königsberg, coulé en 1915 par les Britanniques, rejoint la Schutztruppe. Les fusiliers-marins, comme ceux commandés par le capitaine Looff, forment des unités à part. Ainsi le commando-Möwe assure la sécurité du lac Tanganyika et du lac Kivu à bord de vapeurs et de bateaux à moteur, jusqu'en 1916.
Cette année-là les Askaris sont au nombre de 13 000 hommes. 2 850 d'entre eux désertent pendant le déroulement de la guerre. Il existe aussi comme du côté britannique des troupes irrégulières africaines.
Enfin un groupe important est constitué des porteurs qui représentent le nombre important de 45 000 hommes en 1916. Ils ne sont plus que 3 000 lorsque la Schutztruppe capitule en 1918 à côté des derniers 155 Européens et 1 168 Askaris.

### Les combats de la troupe pendant la campagne d'Afrique orientale

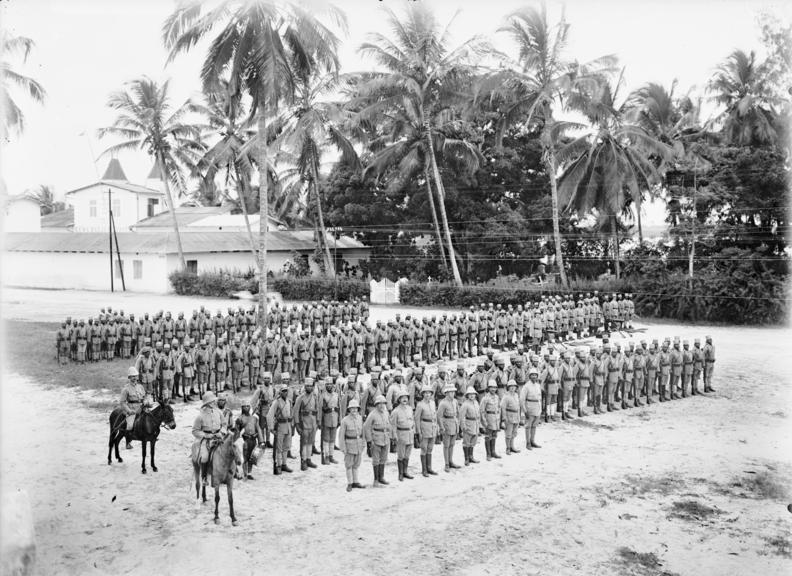
Compagnie d'Askaris en 1914

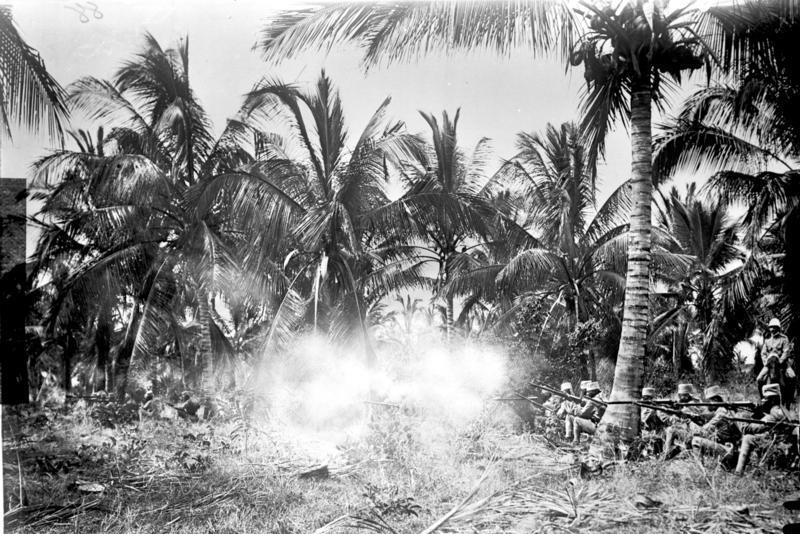
Askaris au combat pendant la campagne d'Afrique orientale

À la déclaration de la guerre, les troupes coloniales des deux côtés sont trop faibles et peu équipées pour s'engager dans des opérations importantes. Le gouverneur Schnee est du reste favorable à la neutralité de la colonie (contrairement à Lettow-Vorbeck), comme le gouverneur du Kenya l'est de son côté; mais les événements vont en décider autrement.
C'est d'abord la Schutztruppe qui opère contre la ligne de chemin de fer de l'Ouganda, et qui s'empare de la ville-frontière de Taveta (en). Les Britanniques décident donc de faire venir des troupes indiennes à Mombassa et débutent en novembre une opération contre la côte nord-est de la colonie, dont les points forts sont la bataille de Tanga, qui fut un désastre pour les Britanniques, et celle de Longido près du Kilimandjaro. La guerre débute alors dans une série de combats à la limite des territoires anglais et belge. Les Britanniques décident de rassembler leurs forces au Kenya et commencent leur offensive d'envergure en 1916.
Les attaques des Britanniques et de leurs troupes coloniales à partir du Kenya et de la Rhodésie du Nord, et celle des Belges à partir du Congo, obligent les Allemands à se replier vers le sud. Les grandes villes et les lignes ferroviaires tombent après septembre 1916. Les Allemands résistent au sud-est de la colonie, jusqu'en novembre 1917. Lettow-Vorbeck part avec sa Schutztruppe pour le Mozambique portugais en novembre 1917, afin d'enrôler de nouveaux hommes. Il a près de deux mille soldats avec lui. Il est pourchassé par une unité britannique, mais il arrive à s'échapper. En septembre 1918, le reste de la Schutztruppe retourne au sud-ouest de la colonie allemande, pour marcher sur la Rhodésie du Nord. C'est alors qu'arrive la nouvelle (quelques jours plus tard) de l'armistice en Europe, en novembre. La troupe allemande invaincue capitule à Abicorn le 25 novembre 1918, deux semaines après la capitulation de l'armée impériale en Europe. Il y avait encore 1 300 hommes au sein de la troupe. Ils sont envoyés comme prisonniers de guerre à Dar es Salam et au Kenya. Les Allemands sont renvoyés, quant à eux, en Allemagne en janvier 1919. Berlin leur fait un accueil triomphal à la Porte de Brandebourg le 2 mars suivant.
Lettow-Vorbeck prend une part active aux débuts de la République de Weimar. Il monte le 1er régiment de la troupe de protection autour d'un noyau de ses anciens qui ramène l'ordre au moment de l'affaire Sülze à Hambourg. Mais le général von Lettow-Worbeck participe au putsch de Kapp en 1920, ce pour quoi il passe devant le tribunal de guerre et il est forcé à la démission. Il organise un fonds de pension pour ses anciens Askaris en 1926 qui leur sont versées plus tard par la république. Après la Seconde Guerre mondiale, Lettow-Vorbeck devient jardinier pour survivre, car l'État ne lui verse pas de pension. Ce sont ses anciens ennemis de combat britanniques et sud-africains (réunis autour de Smuts) qui lui en versent une. Il retourne en voyage en Afrique orientale en 1953 et en 1957 et y retrouve nombre de ses anciens soldats. Il meurt en 1964 à Hambourg.